# Alma Juventus Fano 1906 2018-2019
Questa voce raccoglie le informazioni riguardanti l'Alma Juventus Fano 1906 nelle competizioni ufficiali della stagione 2018-2019.

## Divise e sponsor
Il fornitore tecnico per la stagione 2018-2019 è Joma, mentre gli sponsor ufficiali sono Namirial e Carifano (nel retro di maglia sotto la numerazione).
| 1ª divisa | 2ª divisa |

## Organigramma societario
Area direttiva
- Presidente: Claudio Gabellini
- Direttore generale: Simone Bernardini

Area organizzativa
- Segretario generale: Marco Minardi
- Segretario sportivo: Andrea Diotalevi
- Delegato alla sicurezza: Domenico Cristofani

Area comunicazione
- Responsabile: Diego Pierluigi

Area tecnica
- Direttore sportivo: Antonio Bocchetti (dimesso l'11 marzo)
- Allenatore: Massimo Epifani (fino all' 11 marzo)
Fabio Brini (dall'11 marzo)
- Allenatore in seconda: Dario Di Giannatale (fino all' 11 marzo)
- Collaboratore tecnico:
- Preparatore atletico: Mario Di Pietro
- Preparatore dei portieri: Cristian Tosti
- Team Manager: Paolo Rossi
- Magazziniere: Marco Osimani

Area sanitaria
- Responsabile: Augusto Sanchioni
- Medici sociali: Manlio Pierboni
- Fisioterapista: Gianluca Cicetti
- Massofisioterapista: Andrea Nardinocchi

## Rosa
Dal sito internet ufficiale della società.
| N. |                           | Ruolo | Calciatore        |
| -- | ------------------------- | ----- | ----------------- |
| 1  | Italia (bandiera)         | P     | Matteo Voltolini  |
| 2  | Italia (bandiera)         | D     | Davide Vitturini  |
| 3  | Guinea (bandiera)         | D     | Ibrahima Diallo   |
| 4  | Albania (bandiera)        | D     | Leonardo Maloku   |
| 4  | Italia (bandiera)         | D     | Matteo Liviero    |
| 5  | Costa d'Avorio (bandiera) | D     | Dramane Konaté    |
| 6  | Italia (bandiera)         | D     | Antonio Magli     |
| 7  | Italia (bandiera)         | C     | Alberto Filippini |
| 8  | Italia (bandiera)         | C     | Simone Tascone    |
| 9  | Italia (bandiera)         | A     | Filippo Scardina  |
| 10 | Italia (bandiera)         | A     | Alexis Ferrante   |
| 11 | Italia (bandiera)         | A     | Simone Mancini    |
| 12 | Senegal (bandiera)        | P     | Fallou Sarr       |
| 13 | Italia (bandiera)         | D     | Alessandro Celli  |
| 14 | Brasile (bandiera)        | A     | Victor Da Silva   |

| N. |                          | Ruolo | Calciatore                |
| -- | ------------------------ | ----- | ------------------------- |
| 15 | Senegal (bandiera)       | C     | Moussa Ndiaye             |
| 16 | Nuova Zelanda (bandiera) | C     | Luca Scimia               |
| 16 | Italia (bandiera)        | D     | Christian Maldini         |
| 17 | Argentina (bandiera)     | A     | Valentino Cernaz          |
| 18 | Italia (bandiera)        | A     | Fabio Morselli            |
| 19 | Uruguay (bandiera)       | D     | Cristian Sosa             |
| 20 | Italia (bandiera)        | D     | Carmine Setola            |
| 21 | Italia (bandiera)        | C     | Andrea Lazzari (capitano) |
| 22 | Italia (bandiera)        | P     | Mattia Mariani            |
| 23 | Ghana (bandiera)         | C     | Ransford Selasi           |
| 24 | Italia (bandiera)        | C     | Alberto Acquadro          |
| 25 | Italia (bandiera)        | D     | Gianluca Clemente         |
| 26 | Italia (bandiera)        | C     | Luca Lulli                |
| 27 | Italia (bandiera)        | A     | Ludovico Mainardi         |

## Calciomercato

### Sessione estiva
| Acquisti | Acquisti          | Acquisti     | Acquisti             |
| R.       | Nome              | da           | Modalità             |
| -------- | ----------------- | ------------ | -------------------- |
| C        | Alberto Acquadro  | Venezia      | gratuito             |
| D        | Dramane Konaté    | Pro Vercelli | gratuito             |
| C        | Luca Lulli        | Pordenone    | gratuito             |
| A        | Alexis Ferrante   | Pescara      | prestito (30.6.2019) |
| A        | Fabio Morselli    | Pescara      | prestito (30.6.2019) |
| C        | Ransford Selasi   | Pescara      | prestito (30.6.2019) |
| A        | Simone Mancini    | Pescara      | prestito (30.6.2019) |
| D        | Davide Vitturini  | Pescara      | prestito (30.6.2019) |
| D        | Ibrahima Diallo   | Pescara      | prestito (30.6.2019) |
| D        | Alessandro Celli  | Pescara      | prestito (30.6.2019) |
| C        | Simone Tascone    | Pescara      | prestito (30.6.2019) |
| C        | Moussa Ndiaye     | Pescara      | prestito (30.6.2019) |
| D        | Leonardo Maloku   | Pescara      | prestito (30.6.2019) |
| P        | Fallou Sarr       | Bologna      | prestito (30.6.2019) |
| C        | Luca Scimia       | Pescara      | prestito (30.6.2019) |
| D        | Carmine Setola    | Palermo      | prestito (30.6.2019) |
| A        | Valentino Cernaz  | Pescara      | prestito (30.6.2019) |
| P        | Matteo Voltolini  | Pisa         | prestito (30.6.2019) |
| P        | Mattia Mariani    |              | dalle giovanili      |
| C        | Luca Nacciariti   |              | dalle giovanili      |
| D        | Nicola Camilloni  | Fermana      | fine prestito        |
| A        | Ludovico Mainardi | Cesena       | fine prestito        |
| C        | Mateo Likaxhiu    | Bisceglie    | fine prestito        |

| Cessioni | Cessioni            | Cessioni      | Cessioni             |
| R.       | Nome                | a             | Modalità             |
| -------- | ------------------- | ------------- | -------------------- |
| D        | Stefano Lanini      | Giana Erminio | gratuito             |
| C        | Giorgio Schiavini   | Pergolettese  | gratuito             |
| A        | Domenico Germinale  | Pordenone     | gratuito             |
| C        | Mateo Likaxhiu      | Lanusei       | prestito (30.6.2019) |
| D        | Simone Fautario     |               | svincolato           |
| D        | Eros Pellegrini     |               | svincolato           |
| A        | Daniele Melandri    |               | svincolato           |
| A        | Gennaro Troianiello |               | svincolato           |
| D        | Filippo Gattari     |               | svincolato           |
| C        | Dejan Danza         |               | svincolato           |
| D        | Gianmarco Fabbri    | Cesena        | fine prestito        |
| C        | Rosario Costantino  | Palermo       | fine prestito        |
| D        | Matteo Gasperi      | Cesena        | fine prestito        |
| C        | Alberto Torelli     | Carpi         | fine prestito        |
| D        | Andrea Masetti      | Sassuolo      | fine prestito        |
| D        | Rosario Maddaloni   | Palermo       | fine prestito        |
| P        | Tommaso Nobile      | Pro Vercelli  | fine prestito        |
| D        | Matteo Gasperi      | Cesena        | fine prestito        |
| A        | Alex Rolfini        | Carpi         | fine prestito        |
| C        | Shaka Mawuli Eklu   | SPAL          | fine prestito        |
| C        | Federico Varano     | Cesena        | fine prestito        |
| D        | Marco Soprano       | Genoa         | fine prestito        |
| A        | King Udoh           | Juventus      | fine prestito        |
| P        | Demba Thiam         | SPAL          | fine prestito        |

### Sessione invernale
| Acquisti | Acquisti          | Acquisti     | Acquisti             |
| R.       | Nome              | da           | Modalità             |
| -------- | ----------------- | ------------ | -------------------- |
| A        | Victor da Silva   | Chievo       | prestito (30.6.2019) |
| A        | Filippo Scardina  | Pro Piacenza | gratuito             |
| D        | Gianluca Clemente | Fermana      | gratuito             |
| D        | Matteo Liviero    | gratuito     |                      |
| D        | Christian Maldini | Pro Piacenza | gratuito             |

| Cessioni | Cessioni          | Cessioni | Cessioni      |
| R.       | Nome              | a        | Modalità      |
| -------- | ----------------- | -------- | ------------- |
| A        | Giordano Fioretti | Latina   | gratuito      |
| D        | Nicola Camilloni  |          | svincolato    |
| C        | Luca Scimia       | Pescara  | fine prestito |
| D        | Leonardo Maloku   | Pescara  | fine prestito |

## Risultati

### Serie C - Girone B

#### Andata
| Arbitro: | Di Cairano |

|                              |           |                |
| 10’ Semenzato 34’ Candellone | Marcatori | Ferrante 90+2’ |

| Arbitro: | Luciani |

|  |           |             |
|  | Marcatori | Salzano 87’ |

| Bolzano 26 settembre 2018, ore 18:30 CEST 3ª giornata | Südtirol | 0 – 0 referto | Fano | Stadio Druso\| Arbitro: \| Bitonti \| |
| Arbitro:                                              | Bitonti  |               |      |                                       |

| Arbitro: | Repace (Perugia) |

|                     |           |               |
| 81’ (aut.) Boccardi | Marcatori | De Marchi 58’ |

| Gubbio 7 ottobre 2018, ore 18:30 CEST 5ª giornata | Gubbio  | 0 – 0 referto | Fano | Stadio Pietro Barbetti\| Arbitro: \| Fontani \| |
| Arbitro:                                          | Fontani |               |      |                                                 |

| Arbitro: | Petrella (Termoli) |

|               |           |  |
| 62’ Filippini | Marcatori |  |

| Arbitro: | Guido |

|                         |           |              |
| 18’ De Grazia 55’ Caidi | Marcatori | Ferrante 67’ |

| Arbitro: | De Angeli (Abbiategrasso) |

|             |           |            |
| 3’ Acquadro | Marcatori | Stanco 72’ |

| Arbitro: | Chindemi (Viterbo) |

|  |           |                               |
|  | Marcatori | Ceccarelli 65’ Iocolano 90+4’ |

| Arbitro: | Lorenzin (Castelfranco Veneto) |

|             |           |              |
| 69’ Agnello | Marcatori | Ferrante 25’ |

| Arbitro: | Collu (Cagliari) |

|             |           |             |
| 6’ Ferrante | Marcatori | Siani 90+6’ |

| Arbitro: | Pasciuta (Agrigento) |

|                          |           |            |
| 5’ Lupoli 39’ Giandonato | Marcatori | Konaté 70’ |

| Arbitro: | Marini (Trieste) |

|               |           |  |
| 76’ Scarsella | Marcatori |  |

| Arbitro: | Natilla (Molfetta) |

|           |           |  |
| 63’ Celli | Marcatori |  |

| Arbitro: | Luca Angelucci (Foligno) |

|  |           |             |
|  | Marcatori | Ferrante 3’ |

| Fano 11 dicembre 2018, ore 20:30 CEST 16ª Giornata | Fano               | 0 – 0 referto | Vis Pesaro | Stadio Raffaele Mancini\| Arbitro: \| Meleleo (Casarano) \| |
| Arbitro:                                           | Meleleo (Casarano) |               |            |                                                             |

| Arbitro: | Ricci |

|            |           |  |
| 5’ Momentè | Marcatori |  |

| Fano 22 dicembre 2018, ore 16:30 CEST 18ª Giornata | Fano                       | 0 – 0 referto | Vicenza | Stadio Raffaele Mancini\| Arbitro: \| Garofalo (Torre Del Greco) \| |
| Arbitro:                                           | Garofalo (Torre Del Greco) |               |         |                                                                     |

| Arbitro: | Paterna (Teramo) |

|  |           |              |
|  | Marcatori | Ferrante 11’ |

#### Ritorno
| Arbitro: | Marcenaro (Genova) |

|  |           |                              |
|  | Marcatori | Semenzato 84’ Magnaghi 90+4’ |

| Arbitro: | Carella (Bari) |

|  |           |                |
|  | Marcatori | 90+1’ Ferrante |

| Arbitro: | Pascarella (Nocera Inferiore) |

|  |           |                                   |
|  | Marcatori | Tait 42’ Vinetot 48’ Morosini 83’ |

| Arbitro: | Marotta (Sapri) |

|            |           |  |
| 38’ Lanini | Marcatori |  |

| Arbitro: | Perenzoni (Rovereto) |

|               |           |                  |
| 34’ Vitturini | Marcatori | De Silvestro 29’ |

| Arbitro: | Repace (Perugia) |

|                  |           |  |
| 57’ (aut.) Magli | Marcatori |  |

| Arbitro: | Di Graci (Como) |

|           |           |  |
| 39’ Celli | Marcatori |  |

| San Benedetto del Tronto 16 febbraio 2019, ore 20:45 CEST 27ª Giornata | Sambenedettese   | 0 – 0 referto | Fano | Stadio Riviera delle Palme\| Arbitro: \| Vigile (Cosenza) \| |
| Arbitro:                                                               | Vigile (Cosenza) |               |      |                                                              |

| Arbitro: | Acanfora (Castellammare Di Stabia) |

|               |           |  |
| 67’ Anastasio | Marcatori |  |

| Fano 2 marzo 2019, ore 14:30 CEST 29ª Giornata | Fano            | 0 – 0 referto | AlbinoLeffe | Stadio Raffaele Mancini\| Arbitro: \| Kumara (Verona) \| |
| Arbitro:                                       | Kumara (Verona) |               |             |                                                          |

| Arbitro: | Clerico (Torino) |

|                                           |           |  |
| Nocciolini 24’ Raffini 58’ Gudhjonsen 89’ | Marcatori |  |

### Coppa Italia Serie C

#### Girone F
| Pesaro 12 agosto 2018, ore 17:00 CEST 2ª Giornata | Vis Pesaro      | 0 – 0 referto | Fano | Stadio Tonino Benelli\| Arbitro: \| Fontani (Siena) \| |
| Arbitro:                                          | Fontani (Siena) |               |      |                                                        |

| Arbitro: | Arace (Lugo Di Romagna) |

|              |           |  |
| 74’ Ferrante | Marcatori |  |

#### 1º turno
| Arbitro: | Carella (Bari) |

|                                 |                      |                        |
| Russotto 90+3’                  | Marcatori            | 28’ Filippini          |
| Rocchi Calderini Ilari Russotto | Tiri di rigore 4 – 1 | Ferrante Cernaz Konaté |

## Statistiche
Aggiornate il 9 marzo 2019.

### Statistiche di squadra
| Competizione                   | In casa | In casa | In casa | In casa | In casa | In casa | In trasferta | In trasferta | In trasferta | In trasferta | In trasferta | In trasferta | Totale | Totale | Totale | Totale | Totale | Totale | DR  |
| Competizione                   | G       | V       | N       | P       | Gf      | Gs      | G            | V            | N            | P            | Gf           | Gs           | G      | V      | N      | P      | Gf     | Gs     | DR  |
| ------------------------------ | ------- | ------- | ------- | ------- | ------- | ------- | ------------ | ------------ | ------------ | ------------ | ------------ | ------------ | ------ | ------ | ------ | ------ | ------ | ------ | --- |
| Serie C 2018-2019              | 19      | 5       | 9       | 5       | 11      | 14      | 19           | 3            | 5            | 11           | 7            | 18           | 38     | 8      | 14     | 16     | 18     | 32     | -14 |
| Coppa Italia Serie C 2018-2019 | 1       | 1       | 0       | 0       | 1       | 0       | 2            | 0            | 1            | 1            | 1            | 3            | 1      | 1      | 1      | 2      | 1      | +1     |     |
| Totale                         | 20      | 6       | 9       | 5       | 12      | 14      | 21           | 3            | 6            | 12           | 8            | 19           | 41     | 9      | 15     | 17     | 20     | 33     | -13 |

### Statistiche dei giocatori
| Giocatore     | Serie C (girone B) | Serie C (girone B) | Serie C (girone B) | Serie C (girone B) | Coppa Italia Serie C | Coppa Italia Serie C | Coppa Italia Serie C | Coppa Italia Serie C | Totale   | Totale | Totale      | Totale     |
| Giocatore     | Presenze           | Reti               | Ammonizioni        | Espulsioni         | Presenze             | Reti                 | Ammonizioni          | Espulsioni           | Presenze | Reti   | Ammonizioni | Espulsioni |
| ------------- | ------------------ | ------------------ | ------------------ | ------------------ | -------------------- | -------------------- | -------------------- | -------------------- | -------- | ------ | ----------- | ---------- |
| A. Acquadro   | 19                 | 1                  | 4                  | 0                  | 2                    | 0                    | 2                    | 0                    | 21       | 1      | 6           | 0          |
| A. Celli      | 23                 | 2                  | 3                  | 0                  | 2                    | 0                    | 1                    | 0                    | 25       | 2      | 4           | 0          |
| V. Cernaz     | 15                 | 0                  | 1                  | 0                  | 2                    | 0                    | 0                    | 0                    | 17       | 0      | 1           | 0          |
| G. Clemente   | 1                  | 0                  | 0                  | 0                  | 0                    | 0                    | 0                    | 0                    | 1        | 0      | 0           | 0          |
| V. da Silva   | 3                  | 0                  | 0                  | 0                  | 0                    | 0                    | 0                    | 0                    | 3        | 0      | 0           | 0          |
| I. Diallo     | 11                 | 0                  | 0                  | 0                  | 3                    | 0                    | 0                    | 0                    | 14       | 0      | 0           | 0          |
| A. Ferrante   | 29                 | 6                  | 5                  | 0                  | 1                    | 1                    | 0                    | 0                    | 30       | 7      | 5           | 0          |
| A. Filippini  | 18                 | 1                  | 3                  | 1                  | 1                    | 1                    | 0                    | 0                    | 19       | 2      | 3           | 1          |
| D. Konaté     | 16                 | 1                  | 5                  | 0                  | 2                    | 0                    | 0                    | 0                    | 18       | 1      | 5           | 0          |
| A. Lazzari    | 23                 | 0                  | 4                  | 0                  | 2                    | 0                    | 0                    | 0                    | 25       | 0      | 4           | 0          |
| M. Liviero    | 6                  | 0                  | 1                  | 0                  | 0                    | 0                    | 0                    | 0                    | 6        | 0      | 1           | 0          |
| L. Lulli      | 25                 | 1                  | 10                 | 0                  | 0                    | 0                    | 0                    | 0                    | 25       | 1      | 10          | 0          |
| A. Magli      | 24                 | 0(1)               | 6                  | 0                  | 2                    | 0                    | 1                    | 0                    | 26       | 0      | 7           | 0          |
| C. Maldini    | 0                  | 0                  | 0                  | 0                  | 0                    | 0                    | 0                    | 0                    | 0        | 0      | 0           | 0          |
| S. Mancini    | 2                  | 0                  | 0                  | 0                  | 3                    | 0                    | 1                    | 0                    | 5        | 0      | 1           | 0          |
| L. Mainardi   | 0                  | 0                  | 0                  | 0                  | 0                    | 0                    | 0                    | 0                    | 0        | 0      | 0           | 0          |
| M. Mariani    | 0                  | 0                  | 0                  | 0                  | 0                    | 0                    | 0                    | 0                    | 0        | 0      | 0           | 0          |
| F. Morselli   | 7                  | 0                  | 0                  | 0                  | 0                    | 0                    | 0                    | 0                    | 7        | 0      | 0           | 0          |
| L. Nacciariti | 0                  | 0                  | 0                  | 0                  | 0                    | 0                    | 0                    | 0                    | 0        | 0      | 0           | 0          |
| M. Ndiaye     | 20                 | 0                  | 1                  | 0                  | 3                    | 0                    | 0                    | 0                    | 23       | 0      | 1           | 0          |
| F. Sarr       | 24                 | -23                | 1                  | 1                  | 0                    | 0                    | 0                    | 0                    | 24       | -23    | 1           | 1          |
| F. Scardina   | 8                  | 0                  | 2                  | 1                  | 0                    | 0                    | 0                    | 0                    | 8        | 0      | 2           | 1          |
| R. Selasi     | 24                 | 0                  | 2                  | 0                  | 0                    | 0                    | 0                    | 0                    | 24       | 0      | 2           | 0          |
| C. Setola     | 14                 | 0                  | 1                  | 0                  | 3                    | 0                    | 0                    | 0                    | 17       | 0      | 1           | 0          |
| C.N. Sosa     | 28                 | 0                  | 7                  | 0                  | 3                    | 0                    | 0                    | 0                    | 31       | 0      | 7           | 0          |
| S. Tascone    | 22                 | 0                  | 3                  | 0                  | 3                    | 0                    | 0                    | 0                    | 25       | 0      | 3           | 0          |
| D. Vitturini  | 28                 | 1                  | 3                  | 0                  | 2                    | 0                    | 0                    | 0                    | 30       | 1      | 3           | 0          |
| M. Voltolini  | 15                 | -6                 | 3                  | 0                  | 3                    | 0                    | 0                    | 0                    | 18       | -6     | 3           | 0          |
| D. Germinale  | 0                  | 0                  | 0                  | 0                  | 1                    | 0                    | 0                    | 0                    | 1        | 0      | 0           | 0          |
| G. Fioretti   | 10                 | 0                  | 1                  | 0                  | 2                    | -1                   | 0                    | 0                    | 12       | -1     | 1           | 0          |
| L. Scimia     | 6                  | 0                  | 1                  | 0                  | 2                    | 0                    | 0                    | 0                    | 8        | 0      | 1           | 0          |
| L. Maloku     | 1                  | 0                  | 2                  | 1                  | 0                    | 0                    | 0                    | 0                    | 1        | 0      | 2           | 1          |